# Libellula gaigei
Libellula gaigei – gatunek ważki z rodziny ważkowatych (Libellulidae). Występuje w Ameryce Północnej.